# Roberto Ferruzzi

Madonnina

Roberto Ferruzzi (ur. 16 grudnia 1853, zm. 16 lutego 1934 w Wenecji) – włoski artysta malarz. Najbardziej znany jest z obrazu Madonnina, którym wygrał Biennale w Wenecji w 1897.

## Życiorys
Urodził się w Szybeniku (Dalmacja, Chorwacja) z włoskich rodziców. W wieku 4 lat przeniósł się z rodziną do Wenecji. Po śmierci ojca, prawnika, wrócił do Dalmacji, gdzie podjął studia humanistyczne oraz artystyczne.
Następnie przeniósł się do Włoch, do Luvigliano (w gminie Torreglia), gdzie w 1897 namalował Madonninę.
Został pochowany na małym cmentarzu w Luvigliano, obok swej żony Ester Sorgato oraz córki Mariski.